# 劍閣鐘鼓樓古建築區
鐘鼓樓古建築區（含劍閣鐘樓、劍閣火神廟、劍閣南城門與箭樓、劍閣古城牆）位於四川省劍閣縣普安鎮，文物遺址年代判定為明。1991年4月16日公佈為四川省第三批文物保護單位。

## 簡介[2]
鐘鼓樓古建築區位於劍閣縣城南門，以鐘鼓樓為中心，縱向排列包括南面的南城門和門樓上的古建築一箭樓，北面的火神廟，和南門兩側為條石砌就的明代城牆，整個古建築保護區面積約9萬平方米。鐘鼓樓附近多為民居，是民國時期的木結構建築，多為一樓一底，小青瓦屋面，樓底多為店鋪，是縣城繁華的商業街。整個民居建築近百米長，保存較為完整和集中，整個古建築保護區仍保留著古代街道的特色。